# Johannes Mario Simmel
Pour les articles homonymes, voir Simmel.
Johannes Mario Simmel est un romancier, scénariste et journaliste autrichien né le 7 avril 1924 à Vienne et mort le 1er janvier 2009 à Lucerne.

## Biographie

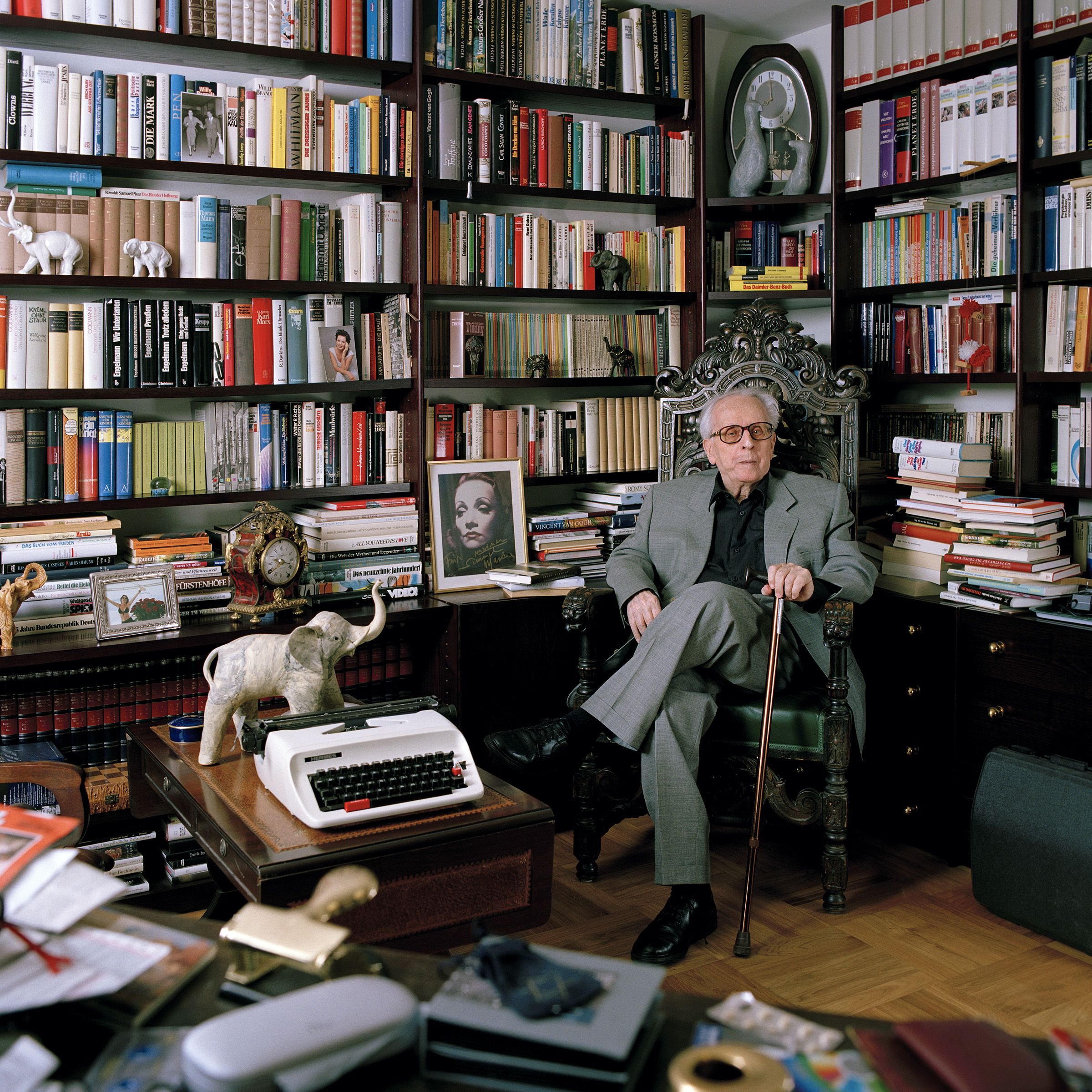
Johannes Mario Simmel photographié par Oliver Mark dans son appartement de la ville de Zoug, 2007

Son père, Walter Simmel, est un chimiste allemand aux origines juives et sa mère, Lisa Simmel, est lectrice pour les studios cinématographiques Wien-Film.
Il a perdu une grande partie de sa famille dans les camps de concentration nazis. En tant qu'ingénieur chimiste, Walter Simmel a été contraint par le régime nazi au travail forcé sur les fusées V1 et V2 qu'il entreprit de saboter avec des défauts de fabrication dans les batteries.
Après la Seconde Guerre mondiale Johannes Mario Simmel a travaillé comme traducteur pour l'armée américaine, puis comme journaliste et scénariste en Autriche, avant de publier en 1947 un premier recueil de nouvelles intitulé Rencontres dans le brouillard.
Il a publié plusieurs ouvrages, notamment, On n'a pas toujours du caviar ».

## Œuvres
- Rencontres dans le brouillard, 1947
- Un autocar grand comme le monde, traduction de Suzanne Collette-Kahn, Ed. Bourrelier, 1954
- On n'a pas toujours du caviar (Es muss nicht immer Kaviar sein), trad. de Paul Lavigne, Robert Laffont 1966, rééd. 2009
- Et Jimmy se rendit à l'arc-en-ciel (Und Jimmy ging zum Regenbogen), Albin Michel, 1972
- De la même étoffe que les songes, trad. d'Alex Borg, Albin Michel, 1974
- Nul n'est une île, traduction de Michèle Gentil, Albin Michel 1978
- L'irrésistible ascension de Jacob Formann traduction de Martine Vallet, Albin Michel, 1981 - titre allemand Hurra wir leben noch 1978
- Seul le vent connaît la réponse, traduction de Alex Borg, Le Livre de poche, 1981
- Le Protocole de l'ombre, traduction de Monique Thiollet, Robert Laffont, 1987
- Et voici les clowns, trad.d'Hélène Cusa et Joseph Philipps, Albin Michel, 1990

## Adaptations au cinéma
L'affaire Nina B. par Robert Siodmak